# Бескровнов, Пётр Максимович
Пётр Макси́мович Бескро́внов (9 [22] сентября 1900, Липовка, Самарская губерния — 28 мая 1955, Ростов-на-Дону) — советский военачальник, в годы Великой Отечественной войны командовал рядом соединений ПВО, Бакинской армией ПВО, генерал-лейтенант артиллерии (31.05.1954).

## Биография

Могила Бескровнова на Ростова-на-Дону.

Пётр Максимович Бескровнов родился 9 (22) сентября 1900 года в селе Липовка (ныне — Духовницкого района Саратовской области). Русский.
В Красной Армии с 1918 года. Участник Гражданской войны в России. Красноармейцем воевал на Восточном фронте. В 1923 году окончил 4-ю Киевскую артиллерийскую школу, в 1929 году — артиллерийские курсы усовершенствования командного состава (КУКС), в 1936 году — КУКС зенитной артиллерии РККА.
С ноября 1923 года проходил службу в артиллерийском полку 1-й Кавказской стрелковой дивизии Кавказской Краснознамённой армии (Кутаиси), прошёл путь от командира взвода до командира дивизиона. В эти годы участвовал в подавлении антисоветского восстания в Грузии 1924 года и восстания в Нагорном Карабахе в 1929 году. С апреля 1931 года служил в Управлении начальника артиллерии РККА: помощник начальника сектора снабжения, начальник 5-го сектора.
С марта 1934 года — на командных и штабных должностях в зенитной артиллерии. Сначала был назначен начальником штаба 195-го зенитного артиллерийского полка в Баку, с декабря 1935 — помощником начальника 1-го отделения штаба пункта ПВО города Баку, с мая 1936 вновь начальник штаба 195 ЗенАП, с июля 1937 — помощник командира 190-го артиллерийского полка в Закавказском военном округе. С августа 1938 года временно исполняющий должность начальника штаба, с ноября начальник артиллерии, а с ноября 1940 года — заместитель командира 3-го корпуса ПВО (штаб в г. Баку).
Начало Великой Отечественной войны встретил в той же должности. С ноября 1941 года — командующий Куйбышевским районом ПВО, с декабря 1941 года — командующий Бакинским корпусным районом ПВО. В апреле 1942 года на базе последнего была образована Бакинская армия ПВО, П. М. Бескровнов назначен её командующим Под руководством П. М. Бескровнова армия решала задачи по прикрытию от ударов с воздуха нефтедобывающих предприятий в районе Баку, а также нефтеперевозки в восточной части Закавказья и юго-западной части Каспия. В марте 1945 года за большое число происшествий и низкую воинскую дисциплину в войсках армии был отстранён от должности и назначен командиром 8-го корпуса ПВО. В составе Юго-Западного фронта ПВО корпус обеспечивал противовоздушную оборону объектов Львовского военного округа и коммуникаций 3-го Украинского фронта.
После войны П. М. Бескровнов назначен на должность заместителя командующего войсками Юго-Западного округа ПВО. С 1947 года начальник штаба — 1-й заместитель командующего войсками Дальневосточного округа ПВО, с 1949 года командующий войсками ПВО Комсомольско-Хабаровского района. В 1951 году окончил Высшие академические курсы при Высшей военной академии им. К. Е. Ворошилова и был назначен заместителем командующего войсками ПВО Бакинского района. С сентября 1952 года — командующий войсками ПВО Донбасского района, с августа 1954 года командующий Северо-Кавказской армией ПВО.
Депутат (от Харьковской области) Совета Союза Верховного Совета СССР 4-го созыва (1954—1955). Кандидат в члены ЦК КП Украины (1954—1955).
Пётр Максимович Бескровнов скончался 28 мая 1955 года в Ростове-на-Дону.

## Воинские звания
- майор (1935)
- полковник (февраль 1938)
- генерал-майор артиллерии (3.05.1942)
- генерал-лейтенант артиллерии (31.05.1954)

## Награды
- орден Ленина (21.02.1945)[5]
- 3 ордена Красного Знамени (22.02.1943, 3.11.1944, 15.11.1950)
- орден Отечественной войны 1-й степени (18.11.1944)
- орден Красной Звезды (14.02.1943)
- медаль «За оборону Кавказа» (1943)
- другие медали[6].